# Dlf24

Logo von Dlf24 seit 1. Mai 2017

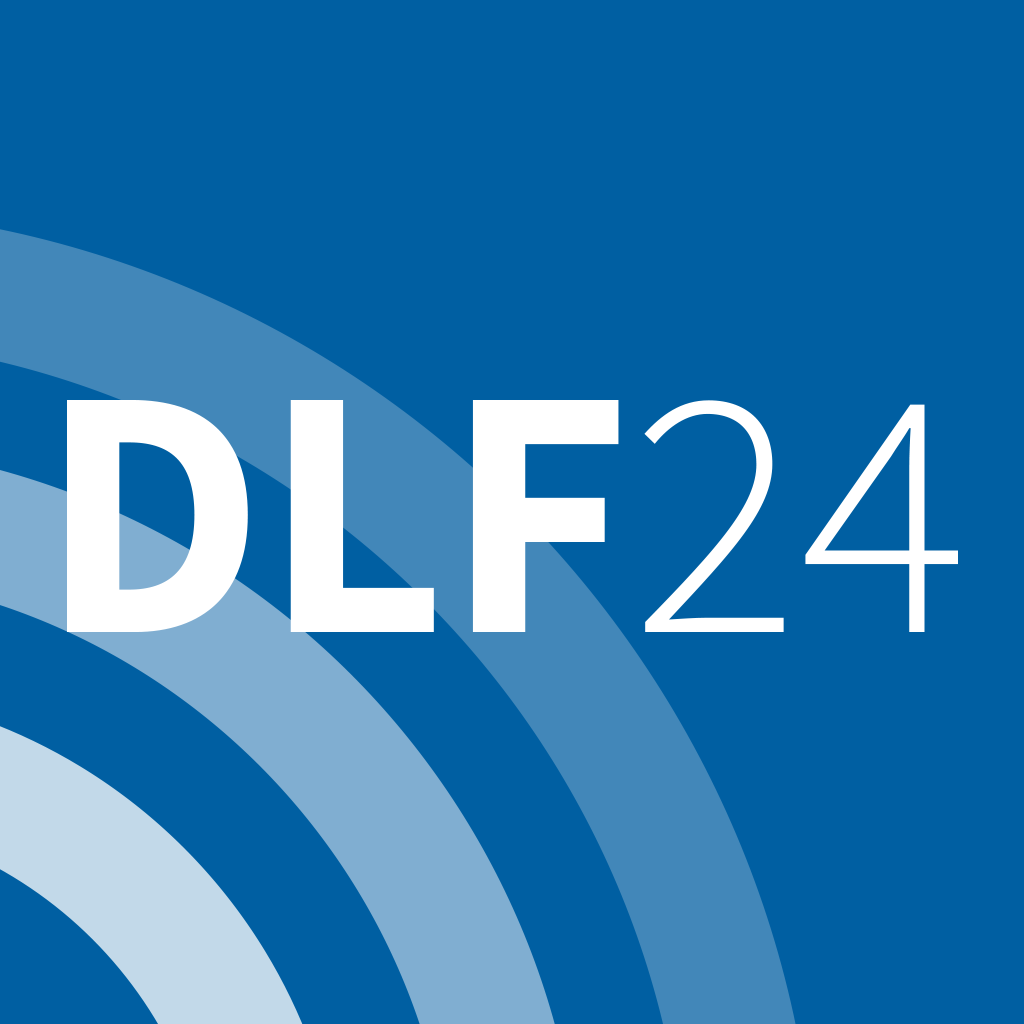
Logo von Dlf24 vom 1. März – 30. April 2017

Dlf24 war eine vom Deutschlandfunk am 1. März 2017 neu gestartete eigenständige Nachrichtenseite. Sie sollte als eigene Marke (Die Nachrichten) unter anderem die eigentliche Homepage des Deutschlandfunks entlasten sowie einen besseren Überblick sowie eine bessere Gliederung aktueller Nachrichten und Ereignisse bieten und ermöglichen.
Als Unterseiten wurden eine zum Deutschlandradio verlinkte Wetterseite, ein Wochenrückblick in leichter Sprache (nachrichtenleicht) und ein nach Tagen geordnetes, aber auch nach Wochenüberblick, Nachrichten zum Nachlesen bzw. zum Nachhören sowie barrierefrei abrufbares Archiv angeboten. Im Zuge einer Markenstrukturreform führte das Deutschlandradio zum 1. Mai 2017 neue Logos ein. Die Umstellung der Internetauftritte ist bereits Ende April 2017 erfolgt.
Am 17. April 2019 wurde das Angebot von Dlf24 umbenannt in Deutschlandfunk – Die Nachrichten. Der Facebook-Account von Dlf24 wurde wieder mit dem vom Deutschlandfunk verschmolzen.